# Чамп (Мисури)
Чамп (енгл. Champ) град је у америчкој савезној држави Мисури.

## Демографија
По попису из 2010. године број становника је 13, што је 1 (8,3%) становника више него 2000. године.
| Група             | 2000.     | 2010.       |
| Белци             | 8 (66,7%) | 13 (100,0%) |
| Афроамериканци    | 0 (0,0%)  | 0 (0,0%)    |
| Азијати           | 0 (0,0%)  | 0 (0,0%)    |
| Хиспаноамериканци | 0 (0,0%)  | 0 (0,0%)    |
| Укупно            | 12        | 13          |